# Ctenichneumon praelatus
Ctenichneumon praelatus là một loài tò vò trong họ Ichneumonidae.